# Крижанівська сільська рада (Хмільницький район)
| Крижанівська сільська рада — колишній орган місцевого самоврядування у Хмільницькому районі Вінницької області з адміністративним центром у с. Крижанівка. Сільській раді були підпорядковані населені пункти: - с. Крижанівка - с. Осична - с. Слобода-Кустовецька |

## Склад ради
Рада складалася з 12 депутатів та голови.

## Керівний склад сільської ради
| ПІБ                      | Основні відомості                                                                             | Дата обрання | Дата звільнення |
| ------------------------ | --------------------------------------------------------------------------------------------- | ------------ | --------------- |
| Поліщук Микола Петрович  | Сільський голова, 1959 року народження, освіта, член Всеукраїнського об'єднання «Батьківщина» | 26.03.2006   | 31.10.2010      |
| Черченко Оксана Павлівна | Сільський голова, 1962 року народження, освіта вища, член Партії регіонів                     | 31.10.2010   |                 |

Примітка: таблиця складена за даними джерела